# Lily Appiah
Lily Appiah foi uma política do Gana na primeira república. Ela foi membro do parlamento pelo eleitorado de Nsawam-Aburi de 1965 a 1966.